# Gaißau
Gaißau – gmina w Austrii, w kraju związkowym Vorarlberg, w powiecie Bregencja. Według Austriackiego Urzędu Statystycznego liczyła 1755 mieszkańców (1 stycznia 2015).

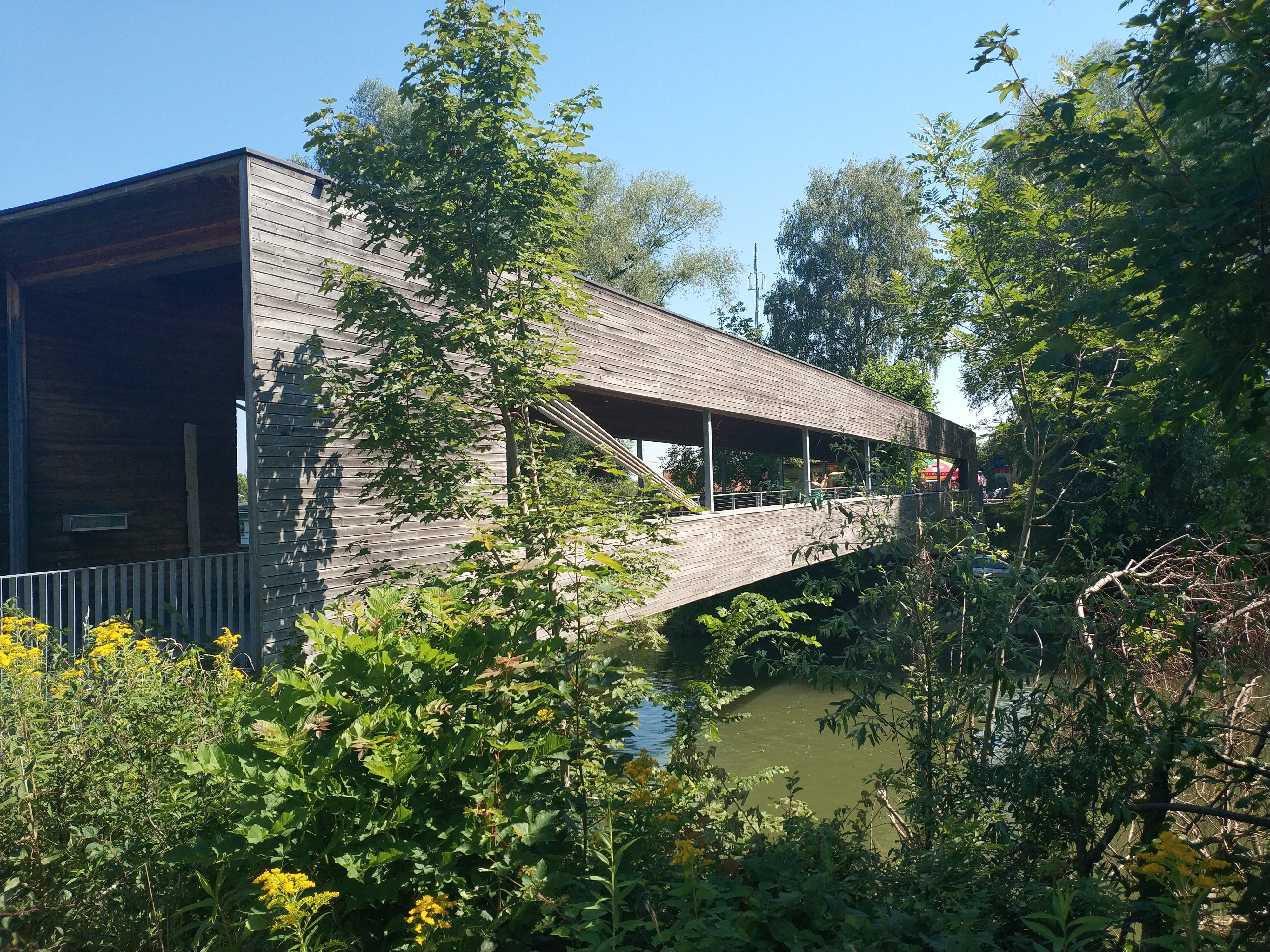
Pieszo-rowerowe przejście graniczne pomiędzy Austrią (Gaißau) i Szwajcarią (Rheineck)

W miejscowości znajduje się przejście graniczne między Szwajcarią i Austrią na szlaku rowerowym wokół jeziora Bodeńskiego. 